# مايك بوولنجر
مايك بوولنجر (بالإنجليزية: Mike Boulanger)‏ هو لاعب كرة قاعدة أمريكي، ولد في 21 أغسطس 1949.